# بنات الروضة (مسلسل)
بنات الروضة مسلسل كويتي، من إخراج حسين أبل، وتأليف أيمن الحبيل.

## الممثلون
- سعاد علي بدور (موزة).
- إلهام الفضالة بدور (طيبة).
- هيا الشعيبي بدور (سارة).
- منى شداد بدور (لولوة).
- أحمد العونان بدور (فواز).
- أمل عباس.
- خالد المظفر بدور (مبارك).
- عبد العزيز النصار بدور (فهد).
- طلال باسم بدور (وليد).
- مارتينا بدور (تشكر).
- آلاء الهندي بدور (فتوح).
- بيهانا بدور (سندس).
- محمد جابر بدور (أبو عادل).
- عبد الإمام عبد الله بدور (أبو طيبة).
- فاطمة الصفي.